# ウッドブルック・クエーカー・スタディ・センター
ウッドブルック・クエーカー・スタディ・センター(Woodbrooke Quaker Study Centre)は、イングランド中部バーミンガム郊外のセリー・オーク地区に拠点を置く、クエーカーの教育機関。
ヨーロッパで唯一のクエーカー・スタディ・センターであるウッドブルックは、創設者ジョージ・キャドバリーが1903年に創設したもので、ブリストル・ロード(the Bristol Road)に面したキャドバリーの旧宅が施設になっている。 ウッドブルックの初代校長(Director of Studies)は、聖書学者J・レンデル・ハリス(J. Rendel Harris)であった。
このカレッジは、1907年から1914年にかけて拡張され、新たな棟の増築、学生社交室の新設、男性用宿舎ホランド・ハウス(Holland House)の新築などが行なわれた。1922年には、1,250名のイギリス人学生と400人の外国人学生がこのカレッジで学んでいた。
個人の霊的成長、神学、創作芸術、クエーカーの役割に関する訓練など、様々な短期研修コースを提供している。また、施設は各種の会議等に貸し出されることがある。